# Zespół klasztorny Sióstr Boromeuszek w Jastrzębiu-Zdroju
Klasztor Sióstr Boromeuszek i kościół Najświętszego Serca Pana Jezusa – zespół rzymskokatolickich obiektów sakralnych mieszczący się na terenie Jastrzębia-Zdroju na osiedlu Zdrój. 
W jego skład wchodzą: 
- wybudowany w 1891 roku Zakład Marii, w którym obecnie mieszczą się kościół parafialny pw. Najświętszego Serca Pana Jezusa (poświęcony 10 czerwca 1951 r.) wraz z plebanią,
- wybudowany w 1896 roku Dom św. Józefa, w którym znajduje się klasztor sióstr Boromeuszek,
- wybudowany w 1909 roku Dom Aniołów Stróżów, który obecnie jest opuszczony.